# پنکارگ
]

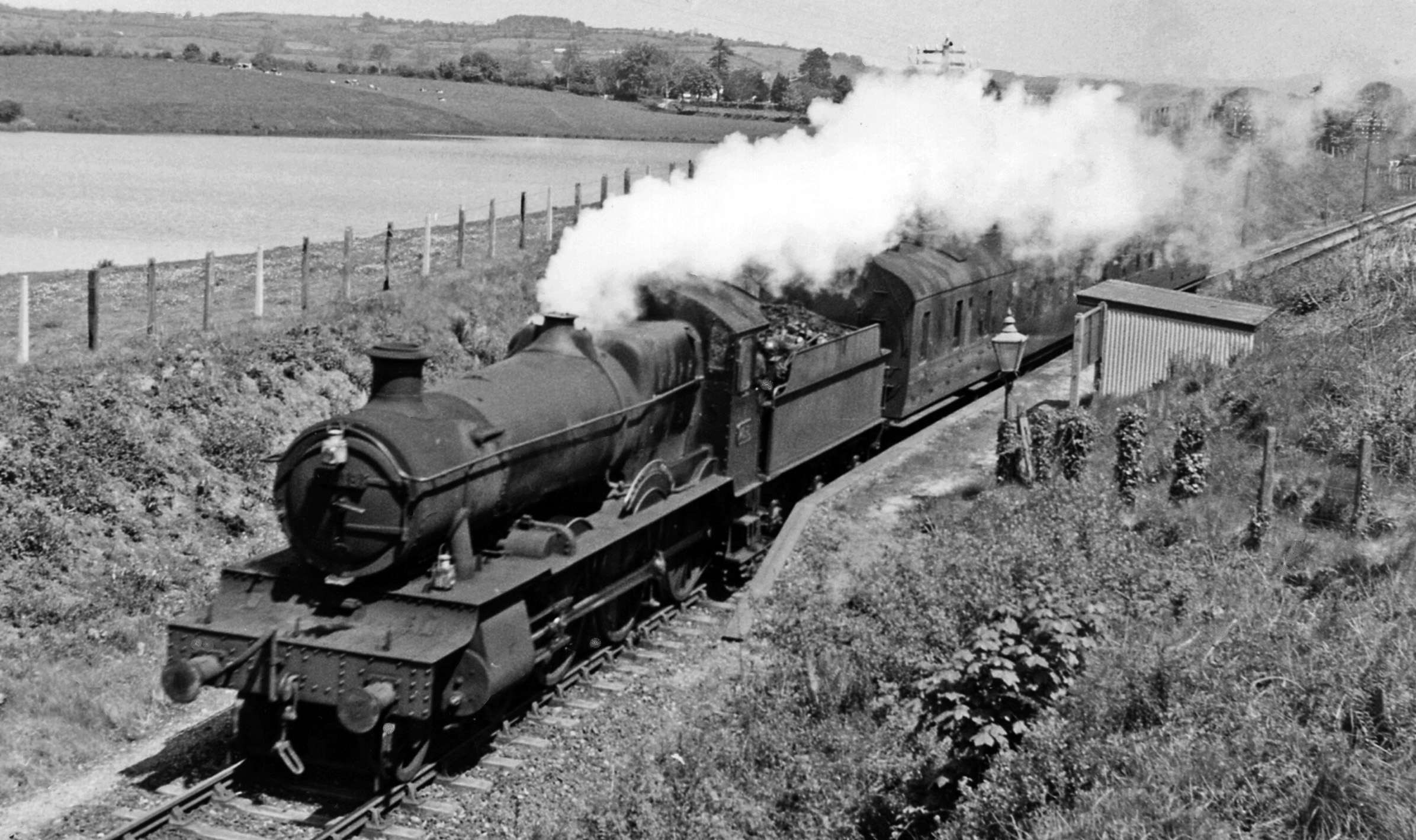
در سال ۱۹۳۰ راه‌آهن بزرگ غربی

پنکارگ (انگلیسی: Pencarreg) روستایی در کارمارتنشر، ولز است.